# 藤谷壮
藤谷壮（1997年10月28日—），日本足球運動員，前日本20歲以下足球代表隊成員。現效力於北九州向日葵。

## 俱乐部生涯
2015年，藤谷壮在神戶勝利船开始足球生涯。

## 日本國家足球隊
藤谷壮参加了2017年U-20世界盃。

## 外部連結
- （日語）J.League Data Site （页面存档备份，存于）